# Ruellieae
Ruellieae Dumort., 1829 è una tribù di piante angiosperme appartenenti alla famiglia delle Acanthaceae.

## Etimologia
Il nome della tribù deriva dal suo genere tipo Ruellia L., 1753 il cui nome è stato dato in ricordo di John de la Ruelle di Soissons, autore di "De natura plantarum" (1536).
Il nome scientifico della tribù è stato definito dal botanico, naturalista e politico belga Barthélemy Charles Joseph Dumortier (Tournai, 3 aprile 1797 – 9 giugno 1878) nella pubblicazione "Analyse des Familles de Plantes: avec l'indication des principaux genres qui s'y rattachent. Tournay. - 23. 1829" del 1829.

## Descrizione

### Portamento
Il portamento delle specie di questa tribù varia da erbaceo perenne a arbustivo, con fusti da prostrati (o decombenti) a eretti oppure è formato da piccoli alberi (fino a 20 metri nelle Trichantherinae). In alcuni casi il portamento è acquatico (piante igrofile); in altri casi i fusti sono irsuti ed hanno una sezione quadrangolare a causa della presenza di fasci di collenchima posti nei quattro vertici. Nelle varie parti vegetative sono presenti dei glicosidi fenolici spesso in composti iridoidi, alcaloidi e diterpenoidi; sono presenti inoltre cistoliti.

### Foglie

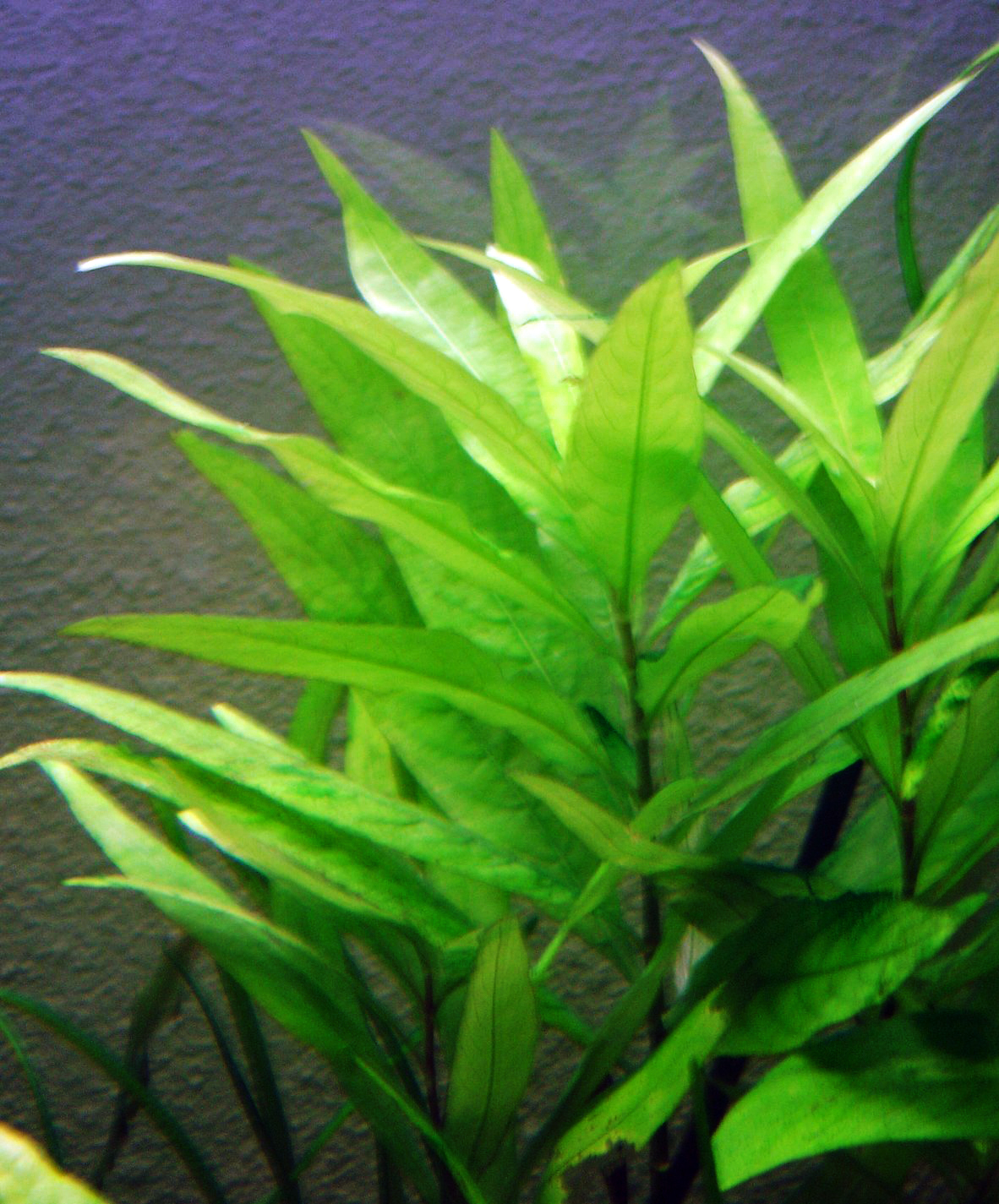
Le foglie
Hygrophila corymbosa

Le foglie, sessili o picciolate, lungo il caule normalmente sono disposte in modo opposto. La lamina ha delle forme da cuoriforme o ellittiche o strettamente lanceolate a allargate (ovato-lanceolate) con margini interi, crenati o dentati e apici acuti. Le venature in genere sono pennate. In alcune specie sono presenti delle rosette basali. Se la forma delle foglie è lamellare con prominenti cistoliti lineari (talvolta anche abassialmente), allora i margini delle foglie sono variamente da dentati a seghettati. In alcune specie la consistenza è coriacee e il colore è verde intenso con nervature bianche o giallo pallido.

### Infiorescenze

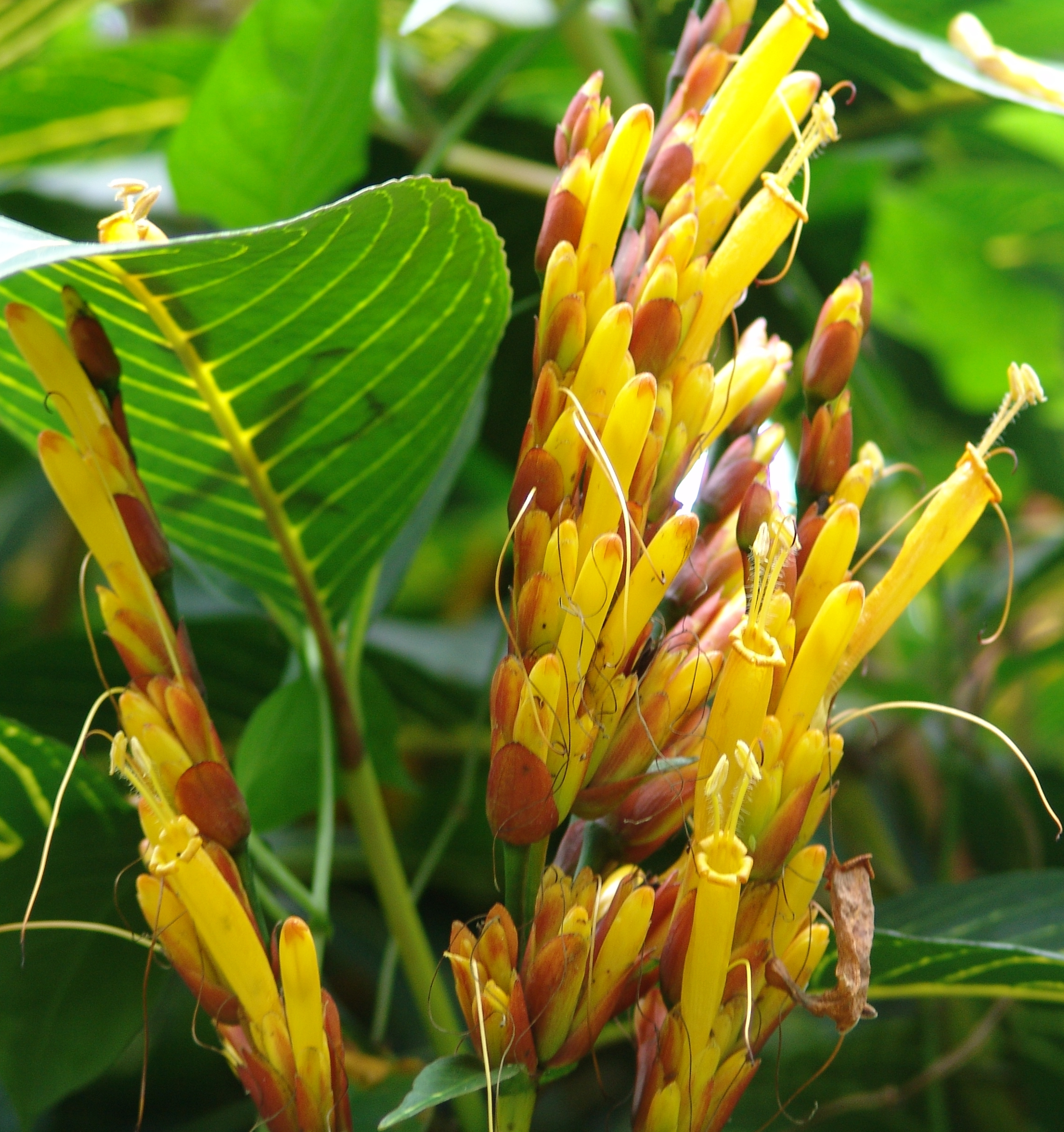
Infiorescenza
Sanchezia nobilis

Le infiorescenze sono ascellari o terminali. Possono essere ridotte o espanse, a volte formanti punte dicasiali, tirsi o pannocchie; talvolta sono ridotte a un fiore solitario. In alcune specie le infiorescenze sono molto ramificate. Sono inoltre presenti delle brattee a disposizione opposta, di solito verdi con margine intero (simili alle foglie). Sono presenti (non sempre) anche 2 bratteole. I fiori sono da sessili o subsessili a pedicellati. Alcune infiorescenze possono essere vischiose-pelose.

### Fiori

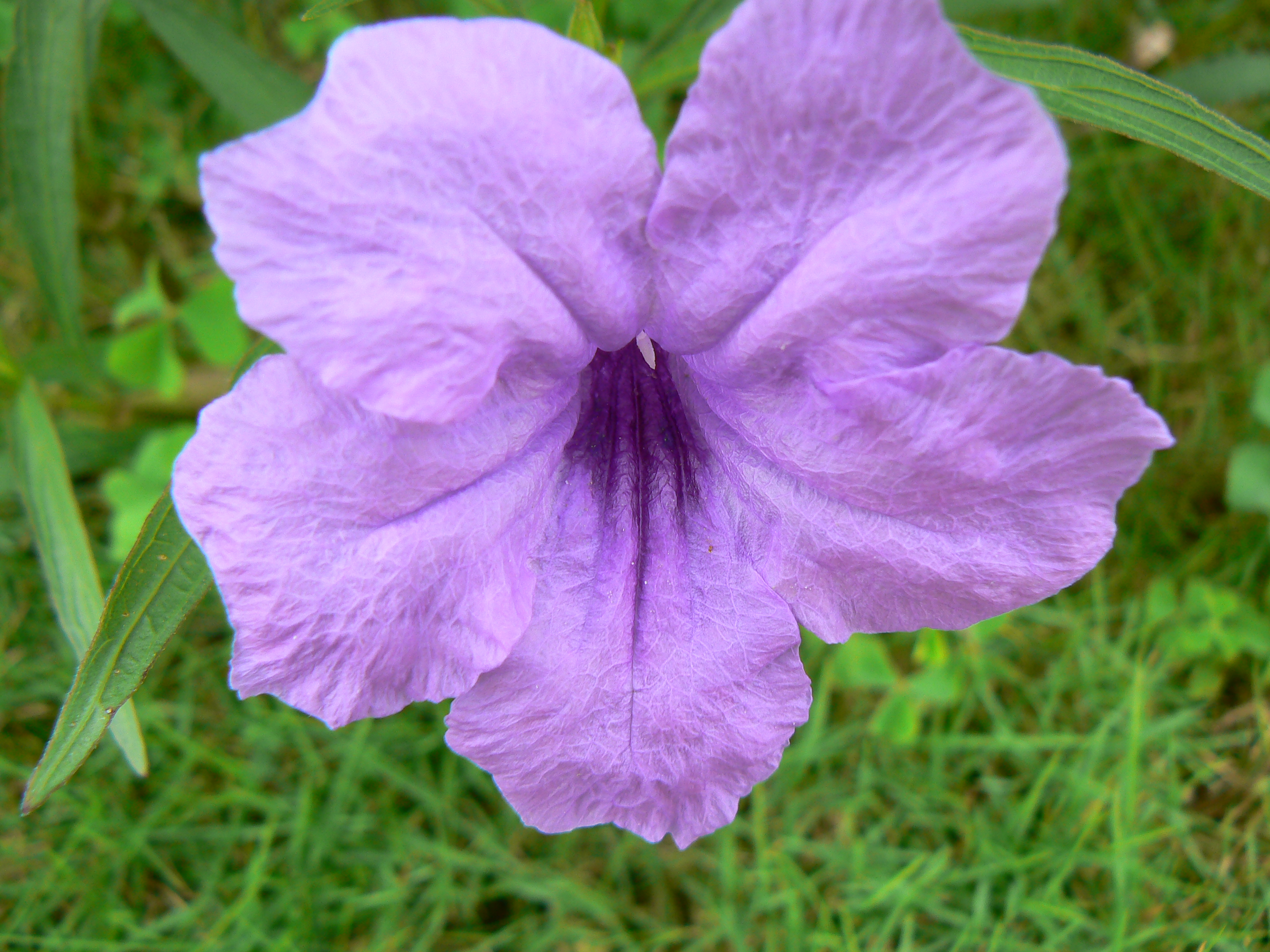
I fiori
Ruellia simplex

I fiori sono ermafroditi e zigomorfi; sono inoltre tetraciclici (ossia formati da 4 verticilli: calice– corolla – androceo – gineceo) e pentameri (i verticilli del perianzio hanno più o meno 5 elementi ognuno).
- Formula fiorale:[10]

X, K (5), [C (2+3), A 2+2 o 2] G (2/supero), capsula
- Il calice, gamosepalo, è formato da 5 profondi lobi subuguali (calice attinomorfo). La forma dei lobi può essere molto stretta (lacinie lineari) con apici acuminati. In alcune specie il calice può essere debolmente zigomorfo ossia a due labbra: quello superiore con 4 lobi, quello inferiore con un lobo molto ingrandito. La superficie può essere ghiandolare-pubescente o quasi tomentosa.

- La corolla, gamopetala, è formata da un breve tubo a forma d'imbuto o cilindrico, a volte stretto, lungo e slanciato; all'apice termina in modo ampiamente campanulato con 5 lobi subuguali o con forme bilabiate (corolla da più o meno attinomorfa a zigomorfa). La forma dei lobi varia da ovali (o obovati) a orbicolari. Nel caso delle corolle bilabiate, il labbro superiore ha due lobi ricurvi, quello inferiore ne ha tre. A volte i lobi inferiori sono riflessi; altre volte la parte apicale dei lobi può essere superficialmente dentata. Durante la gemmazione i lobi sono contorti a sinistra (lobi embricati). I colori variano dal viola, rosso, giallo, arancio al blu chiaro.

- L'androceo è formato da 2 - 4 (raramente 3 o 6) stami fertili (se sono 4 allora sono didinami) e uno staminoide (non sempre è presente). Gli stami sono adnati alla corolla e in genere sono inclusi nel tubo della corolla. I filamenti a volte sono a 2 a 2 connati alla base o fusi insieme tutti e 4. Le antere hanno due teche parallele, uguali e subsagittate; alla base sono prive di appendici (in genere gli apici sono arrotondati - antere muticate);  a volte è presente uno sperone apicale oppure la teca è semplicemente mucronata con una appendice basale. È presente un disco nettarifero. Il polline in genere è globoso (o sferico), echinato e privo di colpi, in altre ha delle forme ellissoidi di tipo da triporato a tricolpoporato con 12 strutture pseudocolpate.

- Il gineceo è formato da un ovario supero bicarpellare (a due carpelli connati - ovario sincarpico) e quindi biloculare e superficie glabra. La placentazione in generale è assile. Ogni loggia può contenere 2 - 10 ovuli. Gli ovuli possono essere anatropi o campilotropi con un solo tegumento e sono inoltre tenuinucellati (con la nocella, stadio primordiale dell'ovulo, ridotta a poche cellule).[11] Lo stilo è filiforme, glabro o pubescente) più o meno incluso nel tubo della corolla con un solo stigma a 2 lobi uguali o il più delle volte disuguali (quello superiore è molto corto o ridotto).

### Frutti
I frutti sono delle capsule stipitate oppure clavate o cilindriche, oppure con forme lineari-ellissoidi (simili a baccelli allungati). Il frutto contiene 4 - 20 semi. I semi sono discoidi ed hanno la superficie ricoperta da tricomi igroscopici (anche mucillaginosi). I semi sono provvisti di un funicolo persistente (il retinacolo è uncinato). L'endosperma in genere è assente. La deiscenza dei frutti è elastica (derivata dalla particolare placentazione dell'ovario).

## Biologia
Le specie di questo raggruppamento si riproducono prevalentemente per impollinazione tramite insetti quali api, vespe, falene e farfalle (impollinazione entomogama), ma anche tramite uccelli quali colibrì (impollinazione ornitogama). L'articolazione dei lobi della corolla di alcune specie consente un movimento rotatorio che porta gli stami a contatto con i visitatori floreali (insetti pronubi)..
La dispersione dei semi avviene inizialmente a causa del vento (dispersione anemocora); una volta caduti a terra sono dispersi soprattutto da insetti tipo formiche (mirmecoria). Sono possibili anche dispersioni tramite altri animali (dispersione zoocora).

## Distribuzione e habitat
La distribuzione delle specie di questa tribù è varia: da subcosmopolita delle aree tropicali e calde ad areali più specifici dell'Africa centrale, l'Asia meridionale, l'Australia e l'Oceania con habitat per lo più tropicali (vedi tabella).

## Tassonomia
La famiglia Acanthaceae comprende 208 generi con oltre 4.500 specie. È soprattutto una famiglia con specie a distribuzione tropicale o subtropicale molte delle quali sono usate come piante ornamentali.  Dal punto di vista tassonomico la famiglia è suddivisa in 4 sottofamiglie (compreso il recente inserimento delle Avicennioideae); la tribù di questa voce appartiene alla sottofamiglia Acanthoideae caratterizzata soprattutto dalla presenza di cistoliti nelle foglie e del retinacolo nei semi.

### Composizione della tribù
La tribù si compone di 10 sottotribù, 35 generi e circa 1040 specie:
- Sottotribù Erantheminae Nees
  - Brunoniella Bremek. (6 spp.)
  - Eranthemum L. (23 spp.)
  - Kosmosiphon Lindau (1 sp.)
  - Leptosiphonium F.Muell. (10 spp.)
  - Pararuellia Bremek. & Nann.-Bremek. (11 spp.)

- Sottotribù Dinteracanthinae E.Tripp & I.Darbysh.
  - Dinteracanthus Schinz (5 spp.)

- Sottotribù Ruelliinae Nees
  - Acanthopale C.B.Clarke (12 spp.)
  - Calacanthus T.Anders. ex Benth. (1 sp.)
  - Dischistocalyx T.Anderson ex Benth. (12 spp.)
  - Ruellia L. (380 spp.)
  - Satanocrater Schweinf. (4 spp.)

- Sottotribù Trichantherinae Benth. & Hook.f.
  - Bravaisia DC. (3 spp.)
  - Louteridium S.Watson (11 spp.)
  - Sanchezia Ruiz & Pav. (45 spp.)
  - Suessenguthia Merxm. (8 spp.)
  - Trichanthera Kunth (2 spp.)
  - Trichosanchezia Mildbr. (1 spp.)

- Sottotribù Strobilanthinae T.Anderson
  - Strobilanthes Blume (466 spp.)

- Sottotribù Hygrophilinae Nees
  - Brillantaisia P.Beauv. (14 spp.)
  - Hygrophila R.Br. (77 spp.)

- Sottotribù Petalidiinae Benth. & Hook.f.
  - Duosperma Dayton (26 spp.)
  - Dyschoriste Nees (99 spp.)
  - Echinacanthus Nees (4 spp.)
  - Petalidium Nees (46 spp.)
  - Ruelliopsis C.B.Clarke (1 sp.)
  - Strobilanthopsis S.Moore (1 sp.)

- Sottotribù Mcdadeinae E.Tripp & I.Darbysh.
  - Mcdadea E.Tripp & I.Darbysh. (1 sp.)

- Sottotribù Phaulopsidinae E.Tripp & I.Darbysh.
  - Phaulopsis Willd. (21 spp.)

- Sottotribù Mimulopsidinae E.Tripp
  - Eremomastax Lindau (1 sp.)
  - Heteradelphia Lindau (2 spp.)
  - Mellera S.Moore (7 spp.)
  - Mimulopsis Schweinf. (20 spp.)

- Ruellieae incertae sedis
  - Diceratotheca J.R.I.Wood & Scotland  (1 sp.)
  - Stenothyrsus C.B.Clarke (1 sp.)
  - Xylacanthus Aver. & K.S.Nguyen (1 spp.)

### Filogenesi

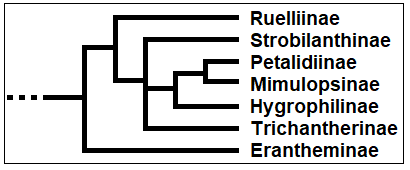
Cladogramma della tribù

La monofilia della tribù è fortemente sostenuta e dalle analisi dei dati molecolari risulta che è formata da 7 cladi-sottotribù. I seguenti caratteri sono considerati sinapomorfie per la tribù:
- la gemmazione sinistrosa della corolla;
- i tricomi igroscopici mucillaginosi che coprono le superfici dei semi;
- i lobi dello stigma diseguali;
- fusione dei Glossario botanico#filamenti delle antere.

Altri caratteri importanti sono: 
- la presenza del retinacolo nei frutti (Retinaculate clade[17]) che contraddistingue la sottofamiglia Acanthoideae;
- la presenza di cistoliti nelle foglie (Cystolith clade[17]) che caratterizza tutta la sottofamiglia Acanthoideae ad esclusione della tribù Acantheae.

La struttura interna della tribù si presenta insieme con la sottotribù Erantheminae in posizione "basale" e "gruppo fratello" al resto della tribù. Caratteri distintivi per le specie di questo gruppo sono: la gemmazione dei petali della corolla presenta delle contorsioni sinistrose, i semi possiedo dei tricomi igroscopici e stigmi filiformi. All'interno della sottotribù si possono distinguere tre cladi fortemente sostenuti da un punto di vista filogenetico: (1) Kosmosiphon + Eranthemum; (2) Brunoniella + Leptosiphonium; (3) Pararuellia + Pseudosiphonium. I tre cladi sono in relazione di politomia, ma può essere che successivi studi confermino i cladi 2 e 3 come "gruppo fratello"; le specie di questi quattro generi producono tutte capsule cilindriche con 8 - 16 ovuli per loculo.
Di seguito nell'albero filogenetico (dalle posizioni più esterne a quelle più annidate) troviamo la sottotribù Ruelliinae. I quattro generi principali di questa sottotribù (Beniocanthus, Lychniothyrsus, Polylychnis, Pseudoruellia e Spirostigma) sono considerati sinonimi del genere Ruellia e sono caratterizzati da 4 stami con antere a basi smussate e polline con delle forme sferiche e privo di colpi (o quasi).
La sottotribù Ruelliinae insieme al clade "TMPSH" (ben supportato e composto dalle sottotribù Trichantherinae, Mimulopsidinae, Petalidiinae, Strobilanthinae e Hygrophilinae) formano un "gruppo fratello" e rappresentano il "core" della tribù. Il clade TMPSH forma una "politomia basale" all'interno delle Ruellieae ed è unito, da un punto di vista morfologico, dalla presenza di polline di tipo porato o colpoporato e pseudocolpato con i pori dalle labbra prominenti.
La "politomia del clade "TMPSH" è formata da tre rami (non risolti filogeneticamente): (1) sottotribù Strobilanthinae; (2) sottotribù Trichantherinae; (3) il gruppo Hygrophilinae+(Petalidiinae+Mimulopsidinae.
Il gruppo Trichantherinae è caratterizzato, geograficamente, dall'areale neotropicale con abitudine arbustiva e arborea; mentre la sottotribù Strobilanthinae ha ancora una circoscrizione incerta a causa della morfologia del polline con delle ampie diversità quasi come tutta la tribù.
La posizione di Hygrophilinae è centrale e risulta "gruppo fratello" alle due sottotribù Petalidiinae e Mimulopsidinae; insieme formano il gruppo filogenetico "Hygrophilinae+(Petalidiinae+Mimulopsidinae)". Le Hygrophilinae (insieme alle Strobilanthinae) hanno le antere prive di appendici basali (mentre le specie delle altre tre sottotribù del gruppo "TMPSH" ne sono provviste); e sempre le Hygrophilinae (insieme alle Trichantherinae e le Strobilanthinae) hanno il polline di tipo colpoporato (nelle altre due sottotribù - "Petalidiinae+Mimulopsidinae" - il polline è solamente porato). Inoltre piante con polline 12-pseudocolpoporato si trovano nel gruppo "Hygrophilinae+(Petalidiinae+Mimulopsidinae)"; questo è un carattere che viene ipotizzato essere diagnostico per tale gruppo. Un altro carattere di questo gruppo (e quindi della sottotribù Hygrophilinae) è la configurazione a spina di pesce delle corolle, che presumibilmente funziona come guida al nettare per gli insetti pronubi.
La sottotribù Mimulopsidinae insieme alla sottotribù Petalidiinae formano un "gruppo fratello" e rappresentano il vero "core" della tribù.
Il cladogramma a lato tratto dallo studio citato e semplificato, mostra l'attuale conoscenza filogenetica del gruppo botanico di questa voce.

### Alcune specie

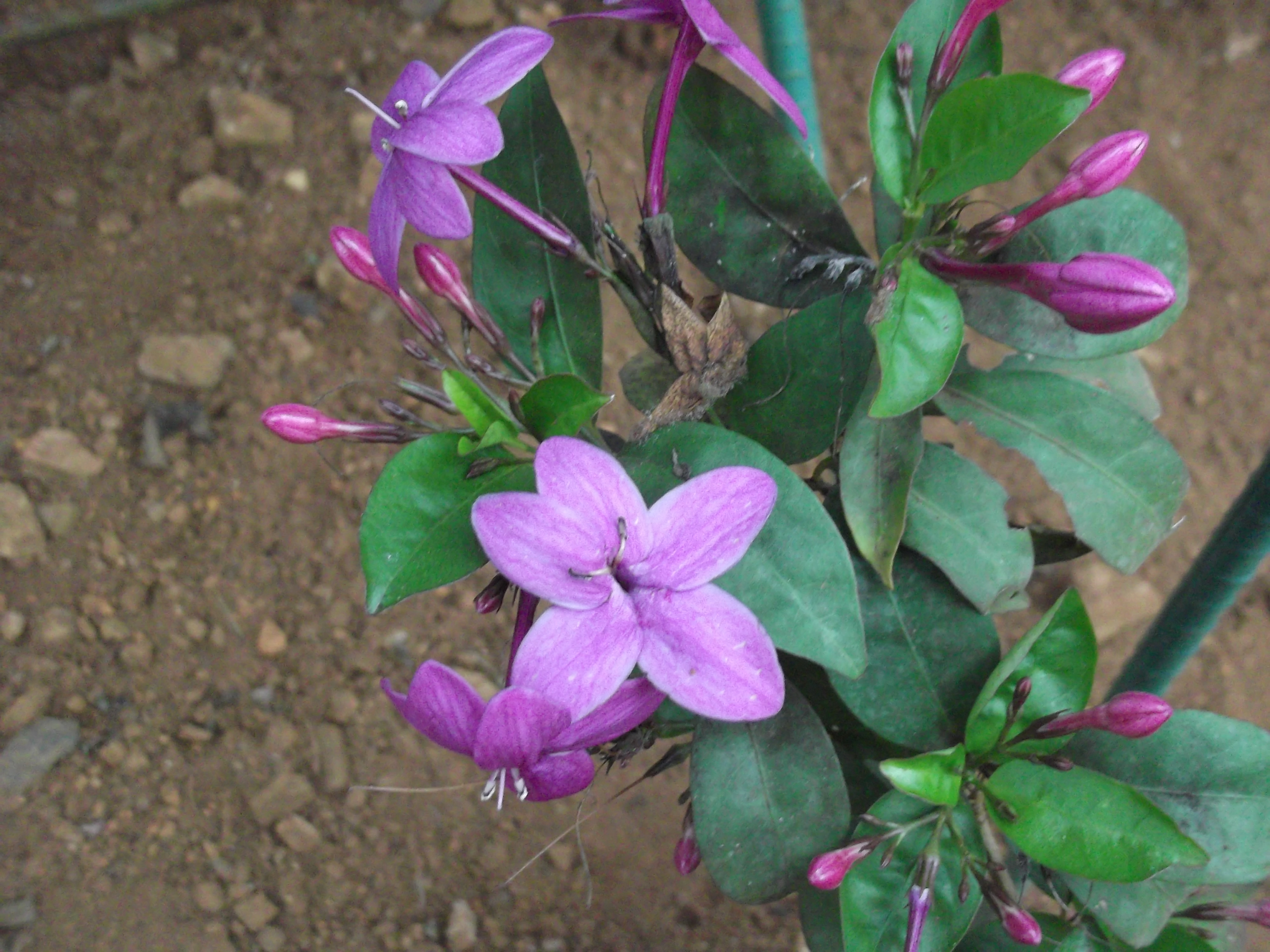
Eranthemum laxiflorum Erantheminae
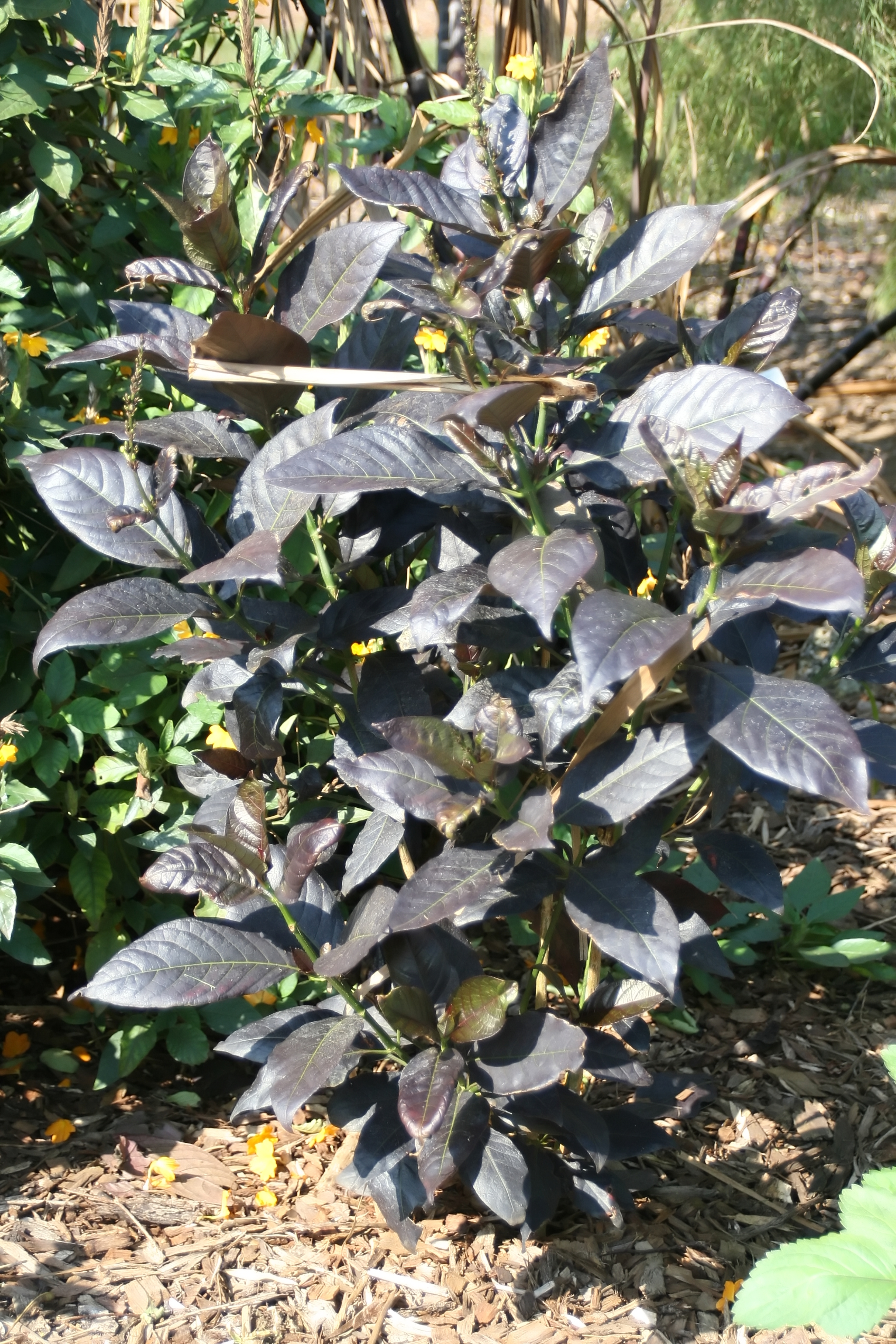
Eranthemum nigrum Erantheminae
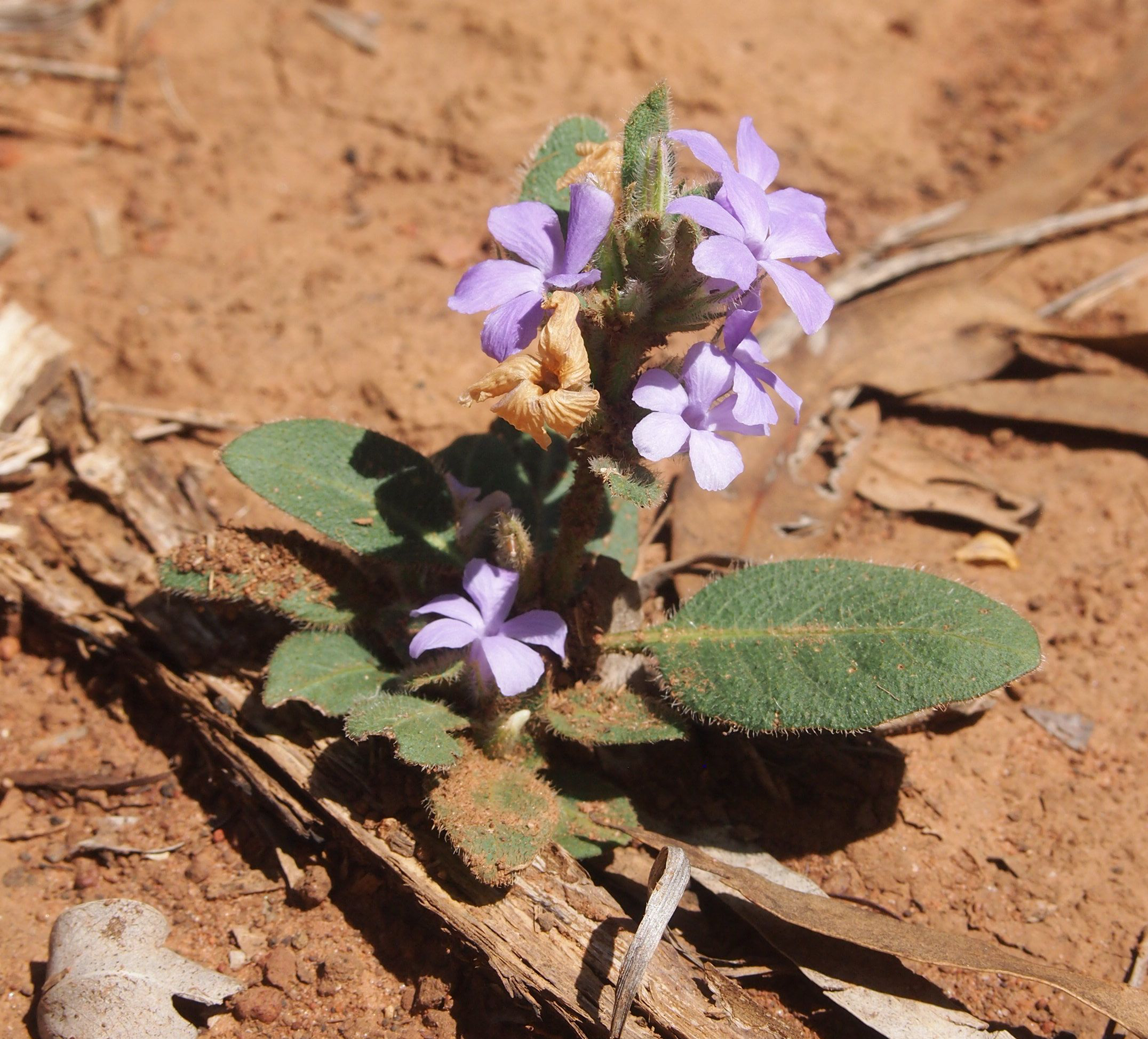
Brunoniella australis Erantheminae
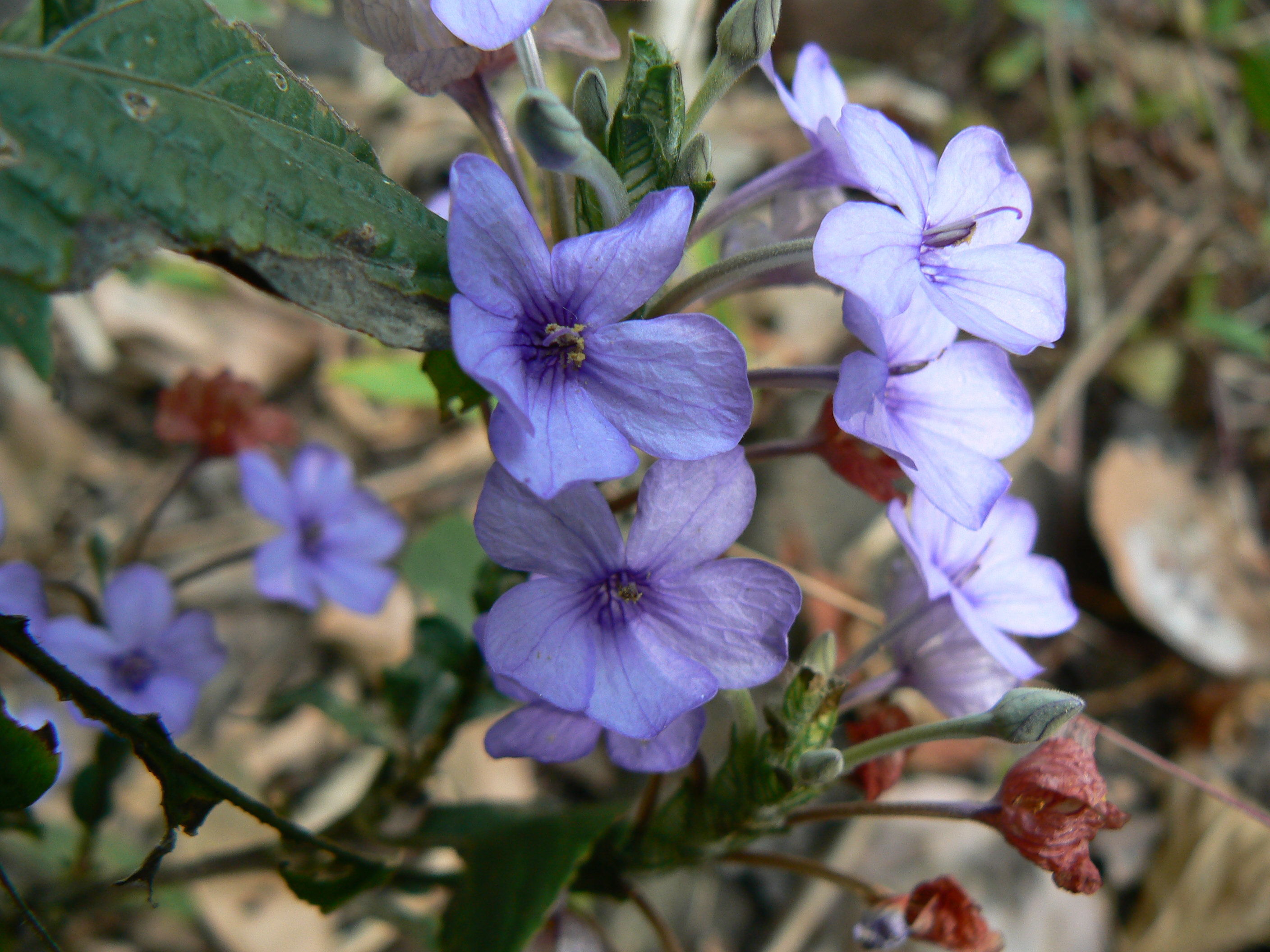
Eranthemum roseum Erantheminae
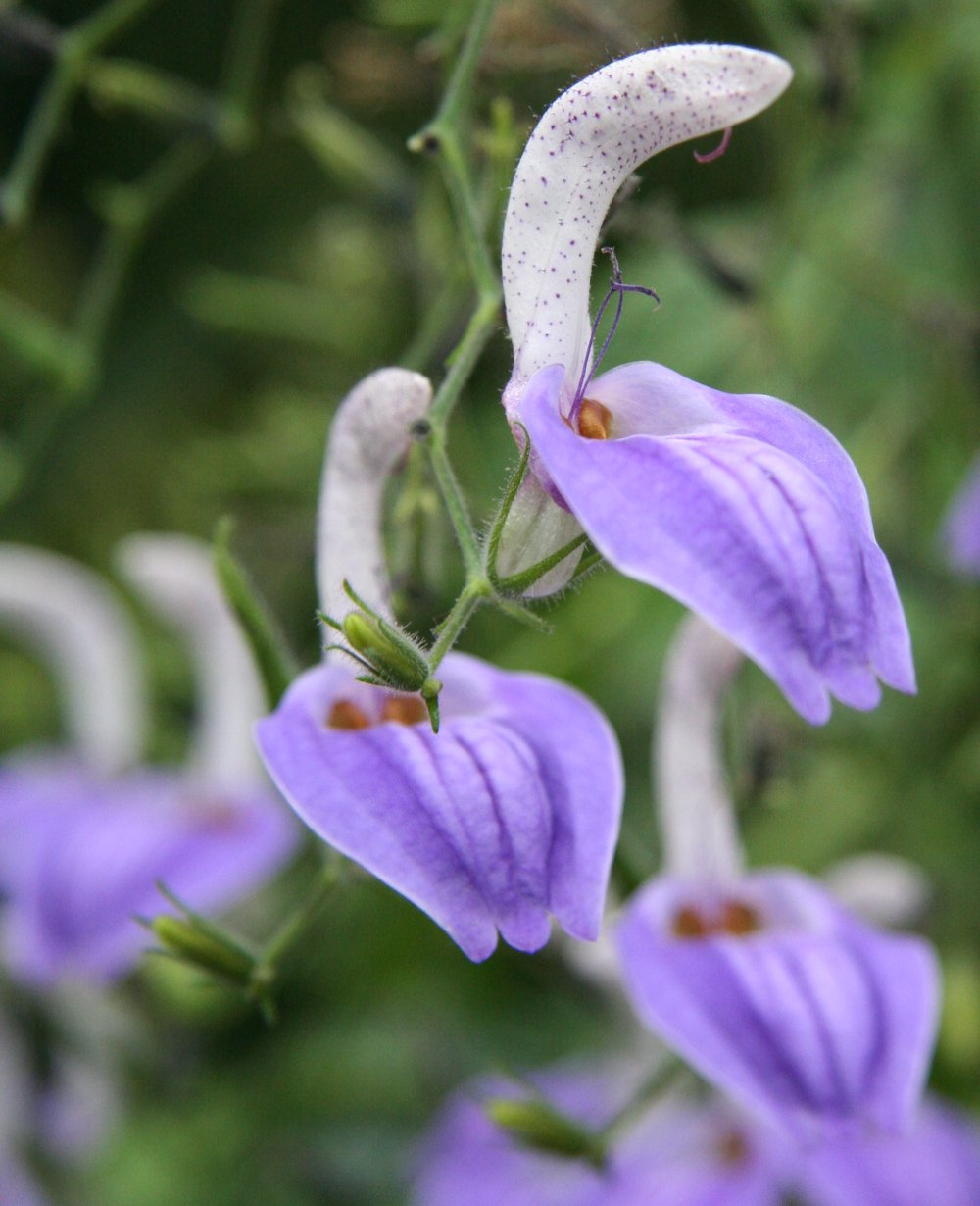
Brillantaisia owariensis Hygrophilinae
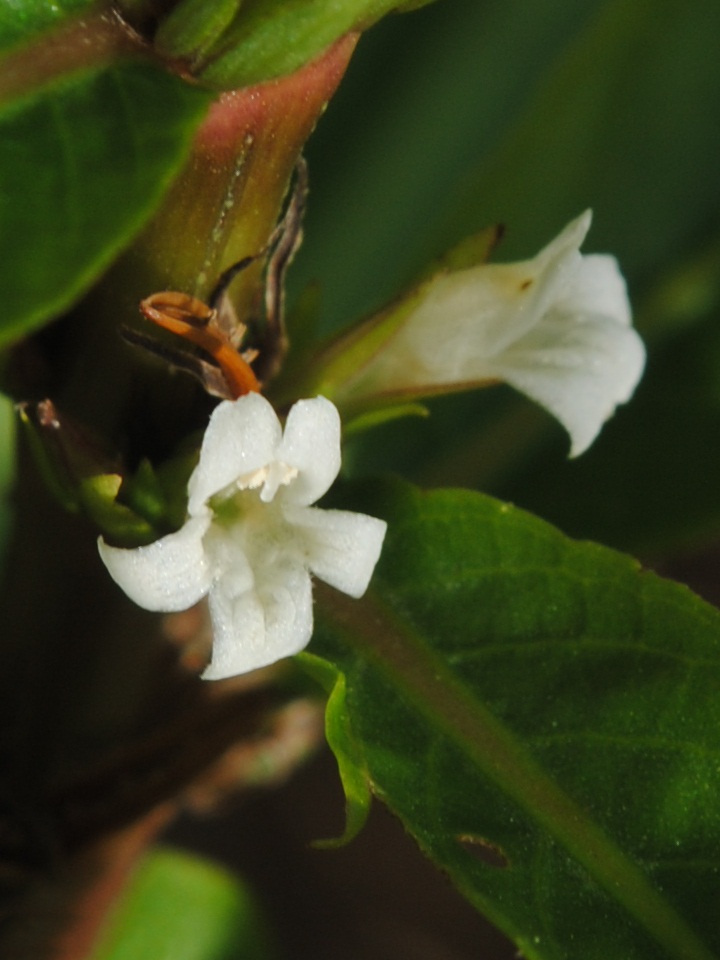
Hygrophila guianensis Hygrophilinae
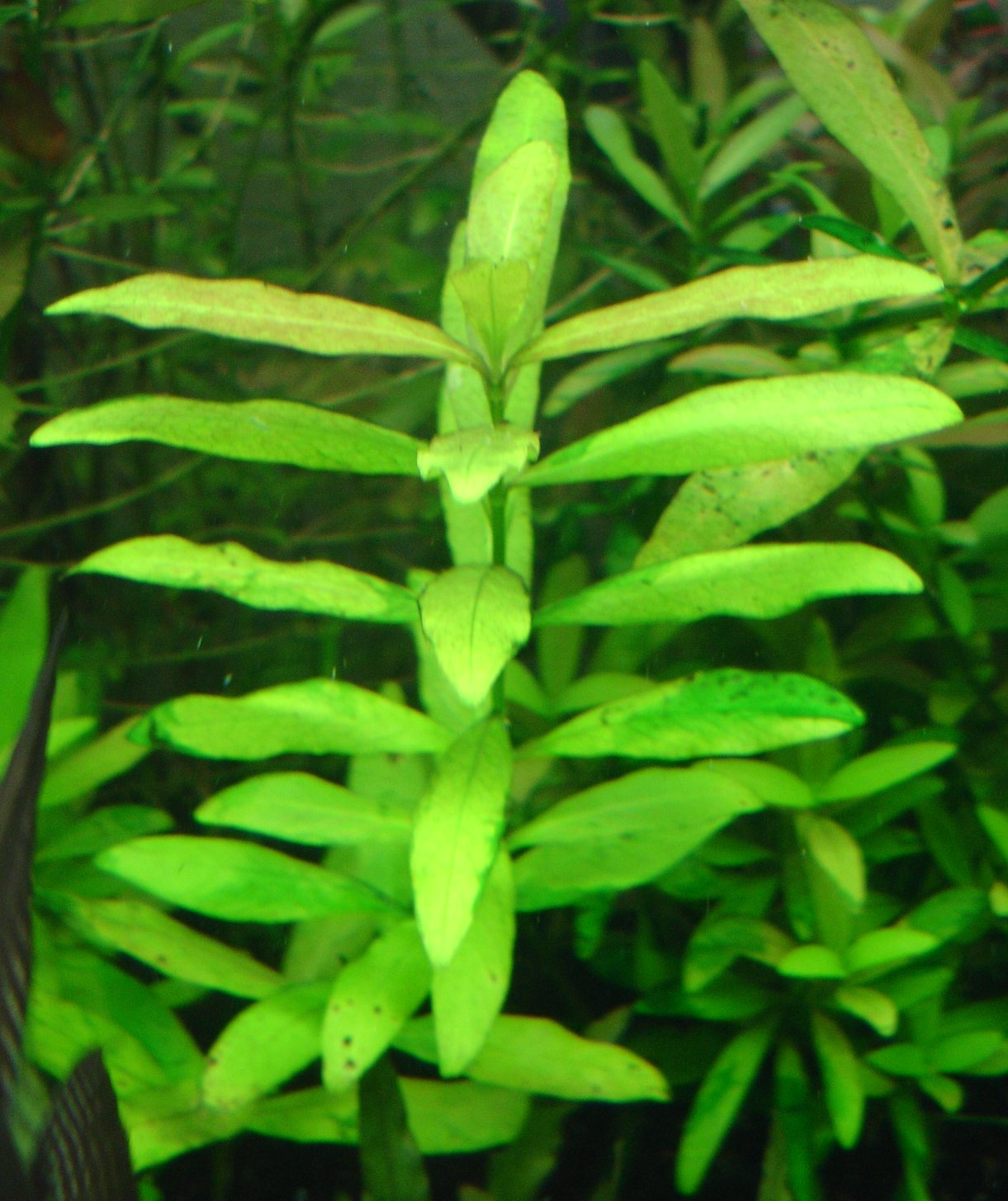
Hygrophila polysperma Hygrophilinae
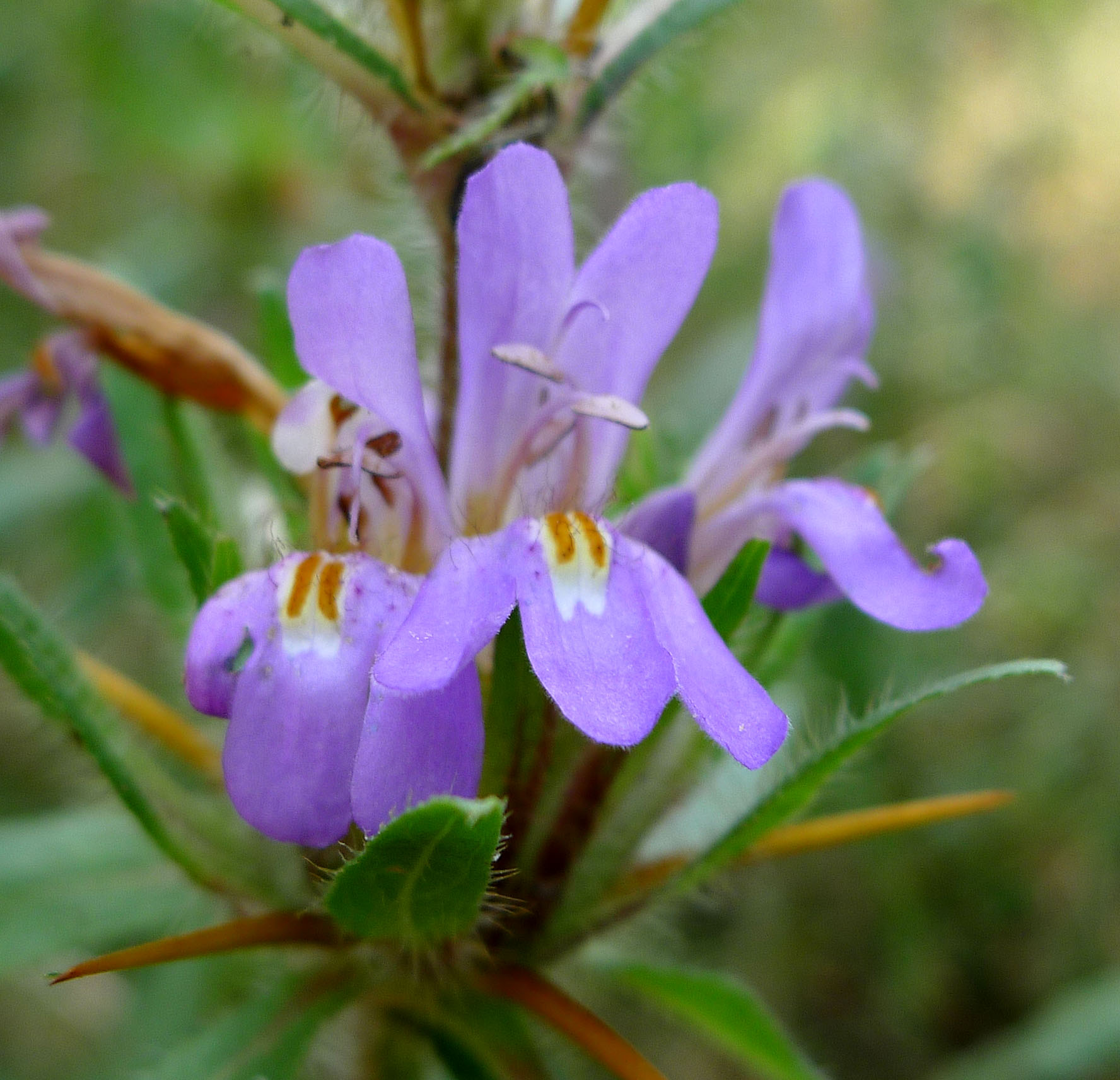
Hygrophila schulli Hygrophilinae
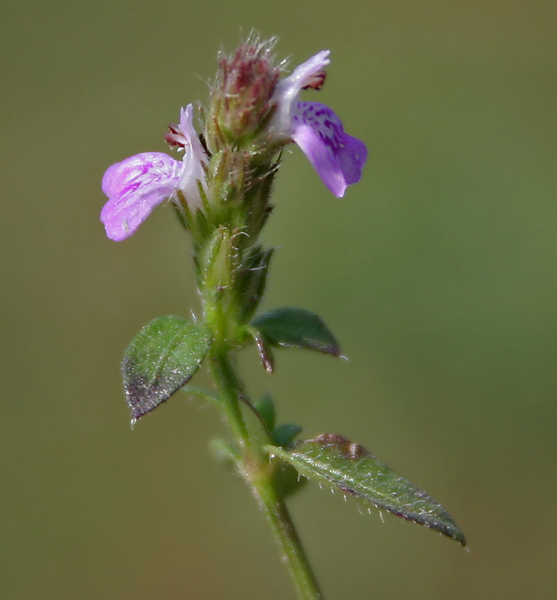
Hygrophila serpyllum Hygrophilinae
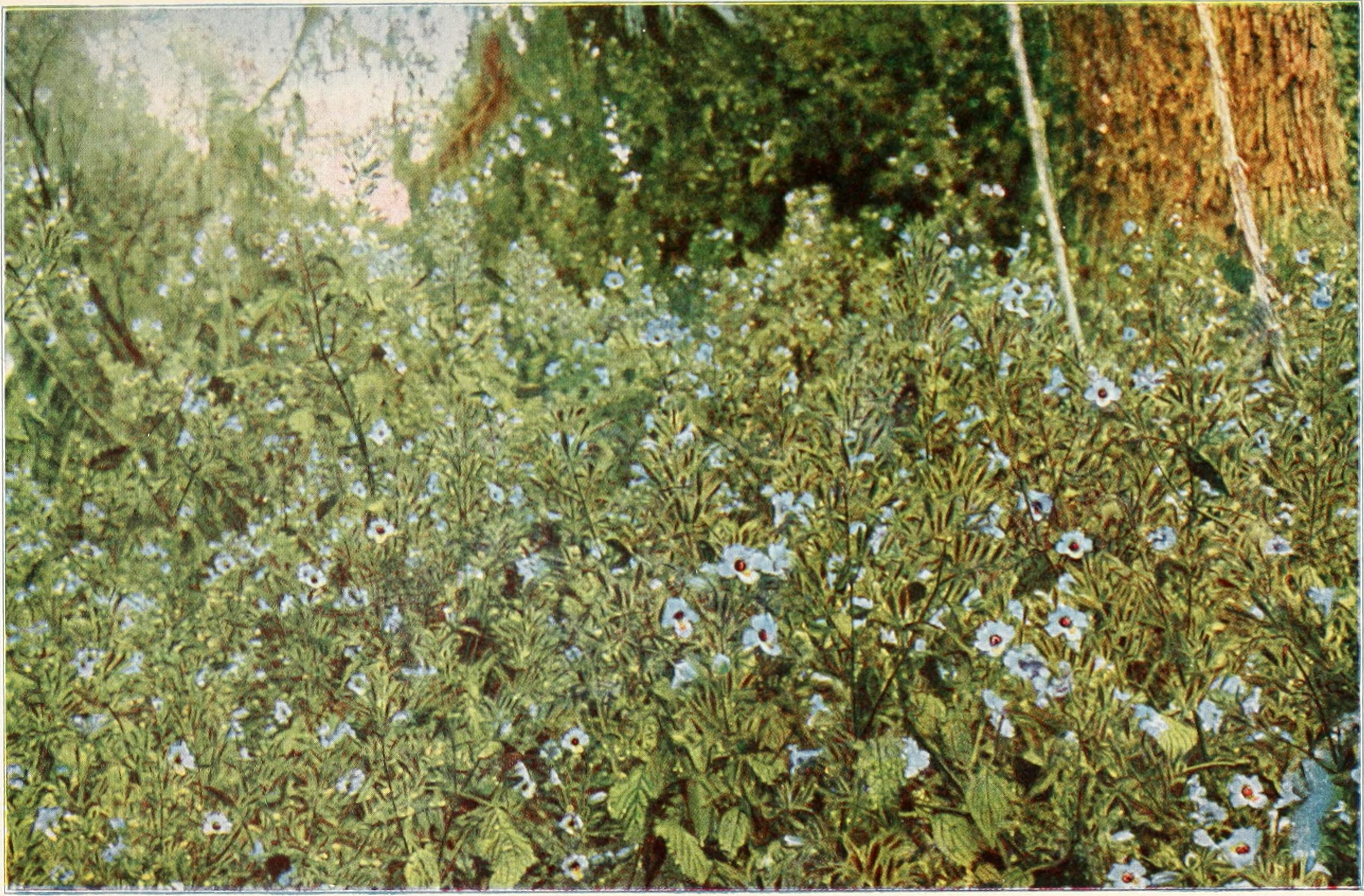
Mimulopsis violacea Mimulopsidinae
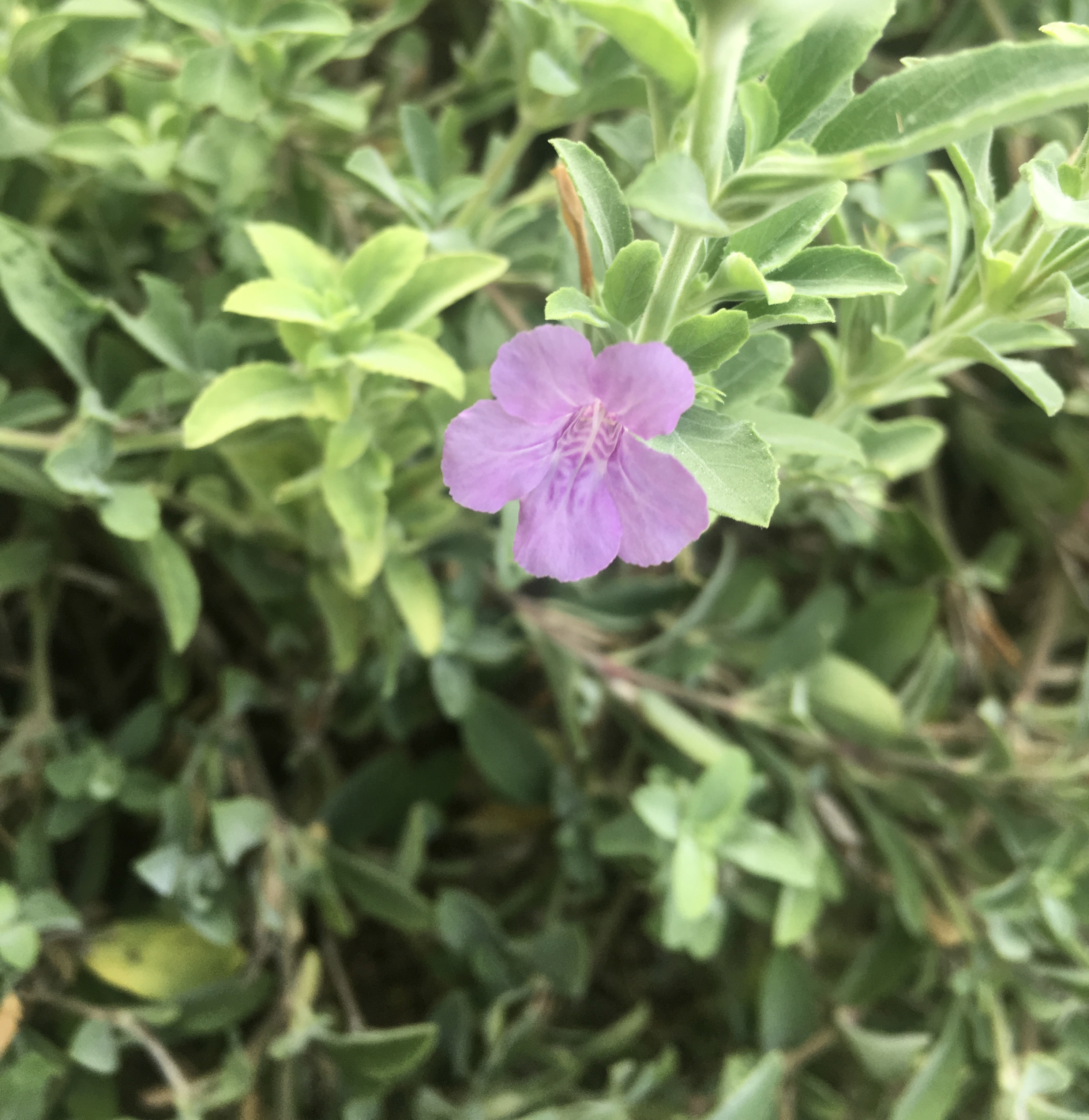
Dyschoriste crenulata Petalidiinae
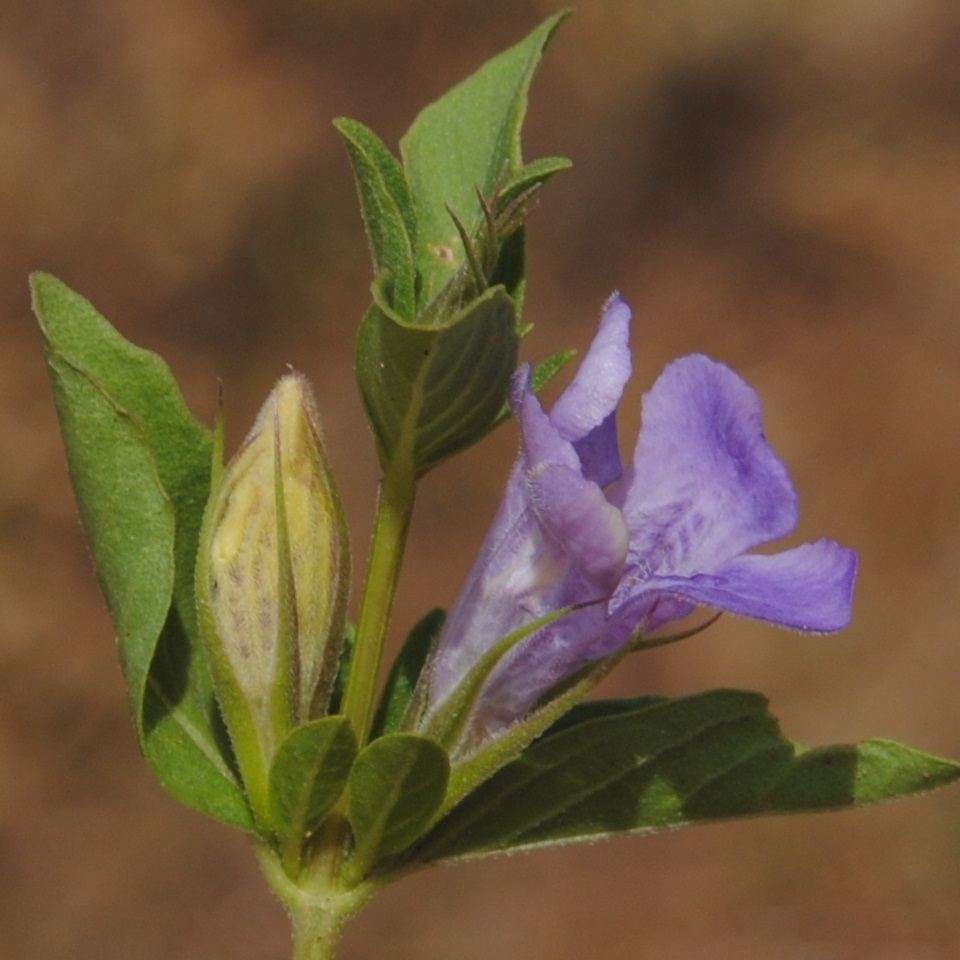
Dyschoriste humilis Petalidiinae
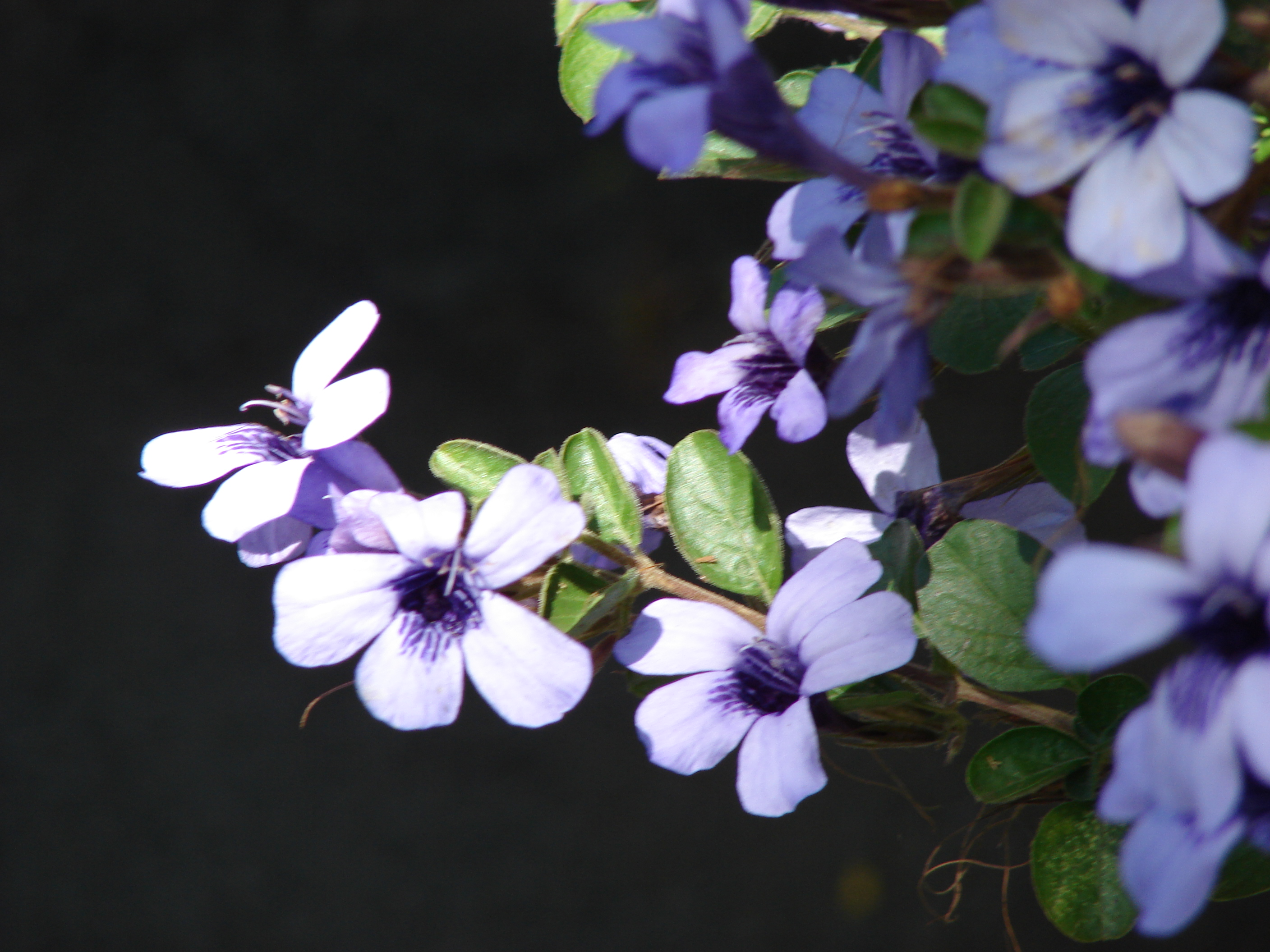
Dyschoriste hygrophyloides Petalidiinae
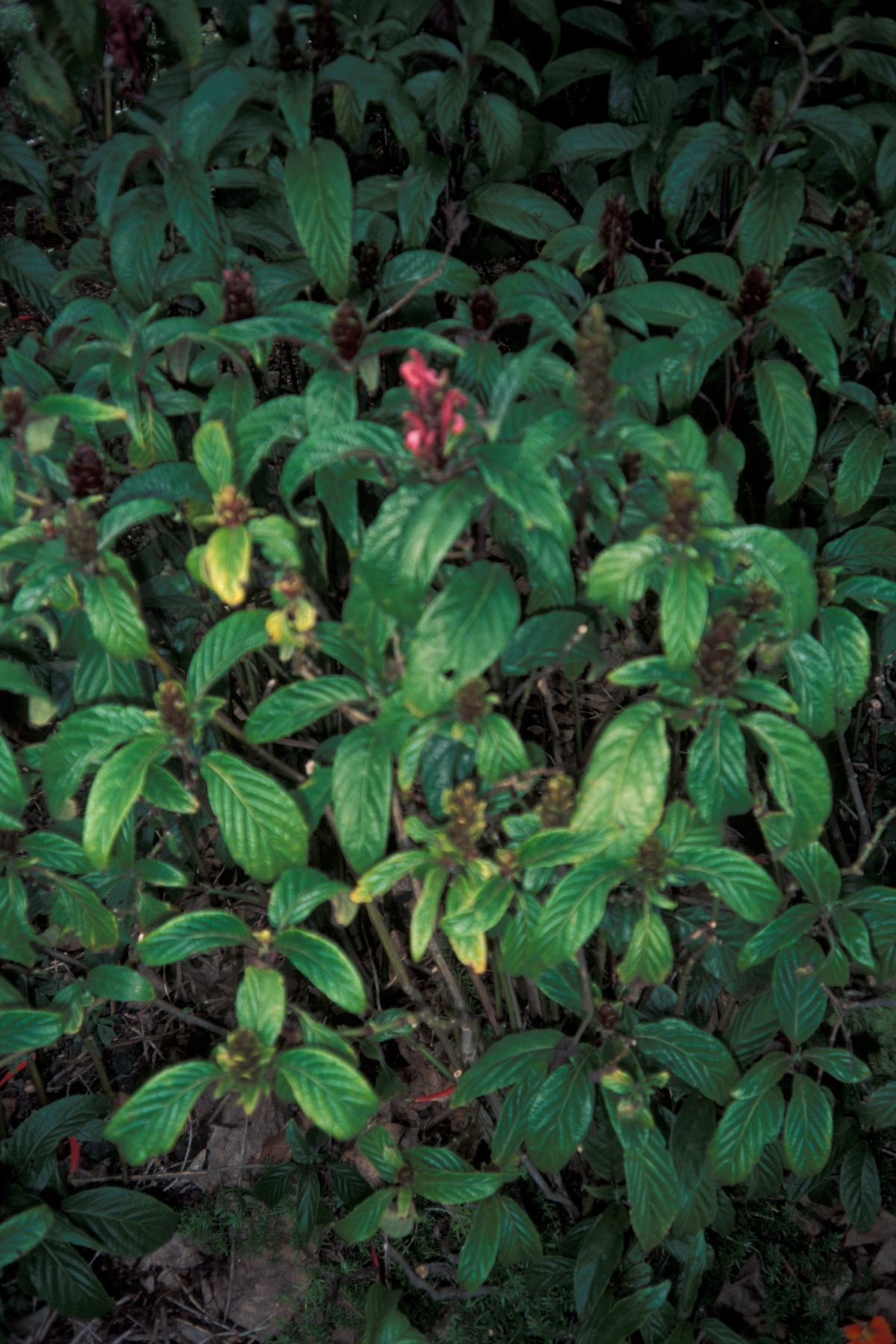
Ruellia chartacea Ruelliinae
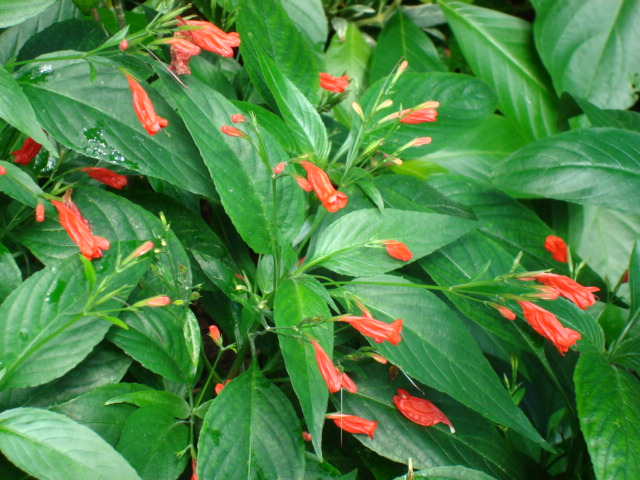
Ruellia graecizans Ruelliinae
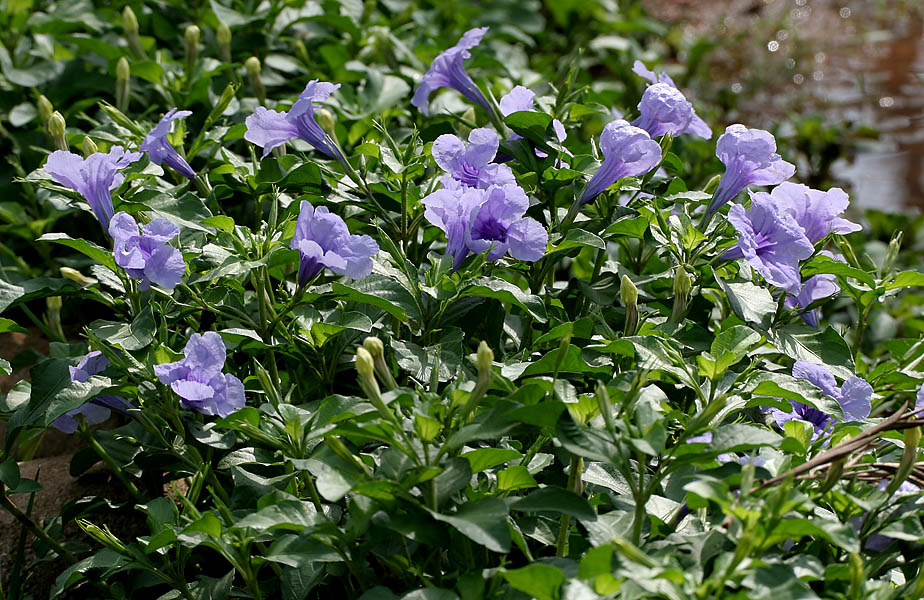
Ruellia tuberosa Ruelliinae
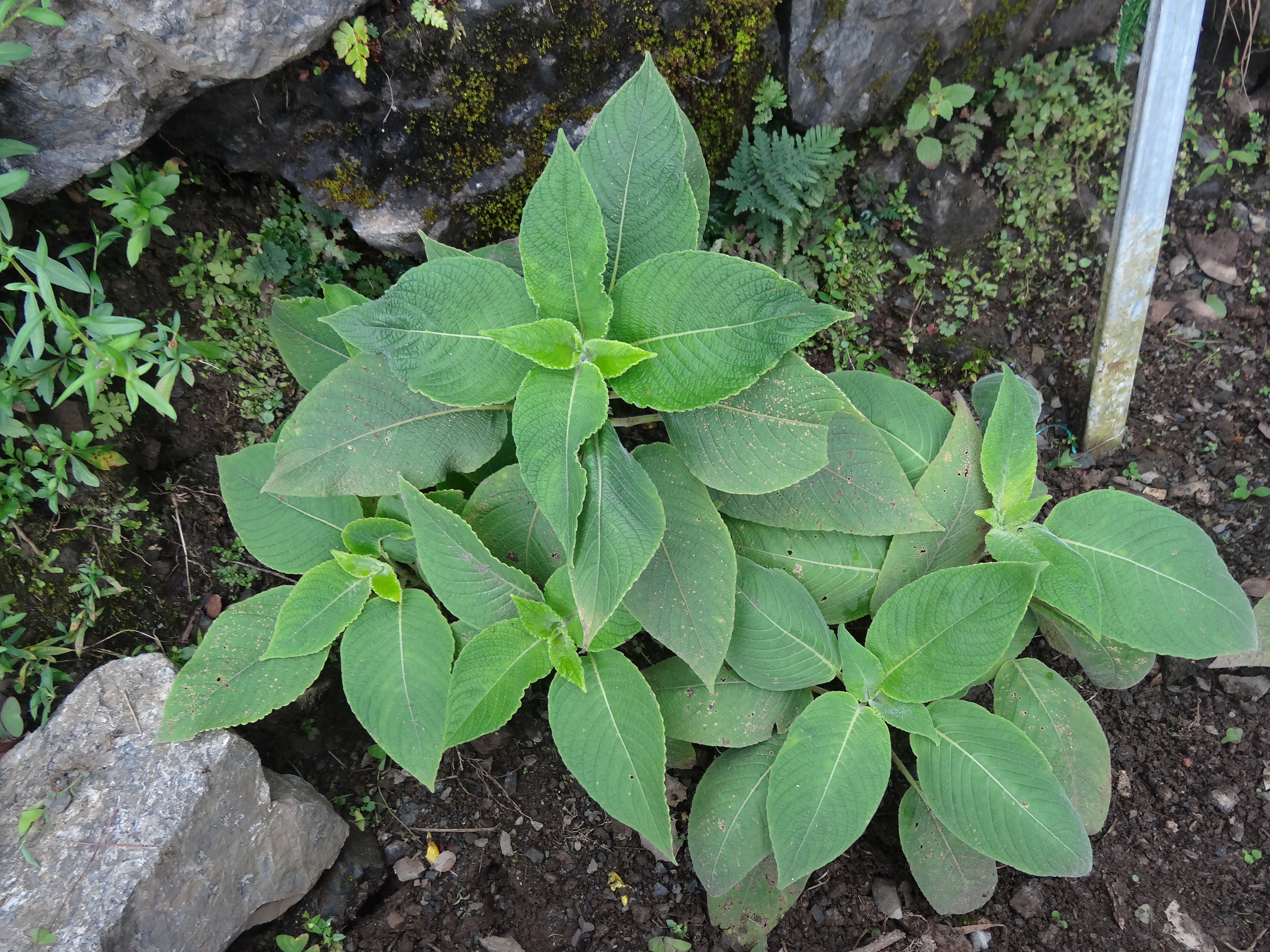
Strobilanthes tomentosa Strobilanthinae
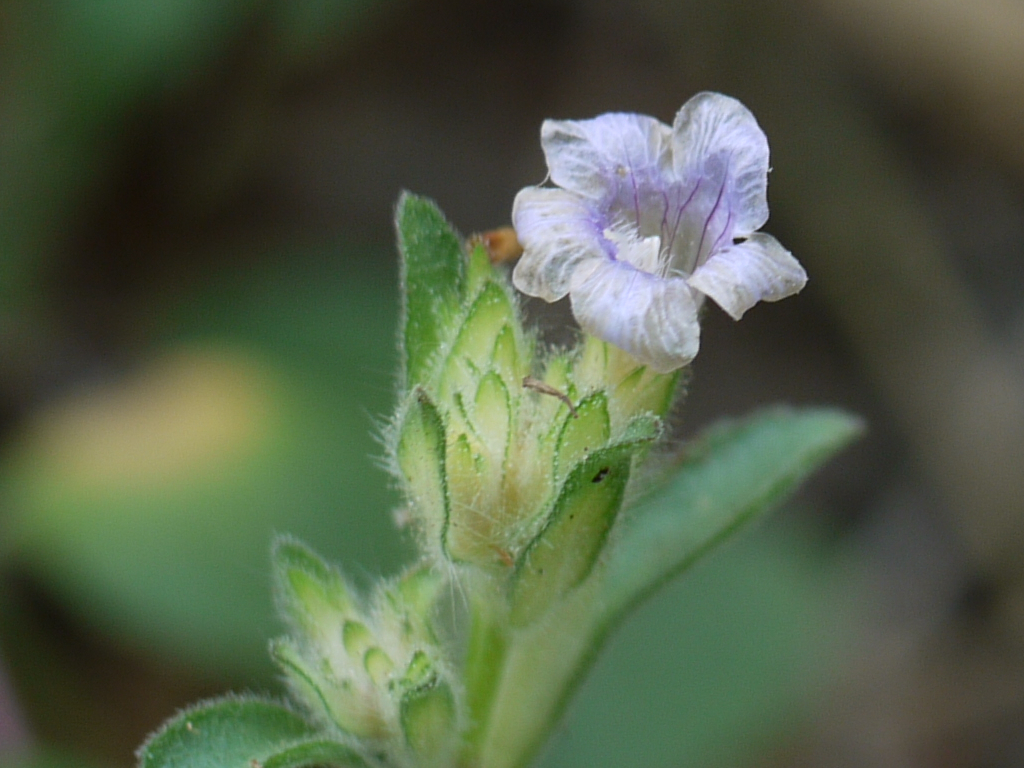
Strobilanthes pavala Strobilanthinae
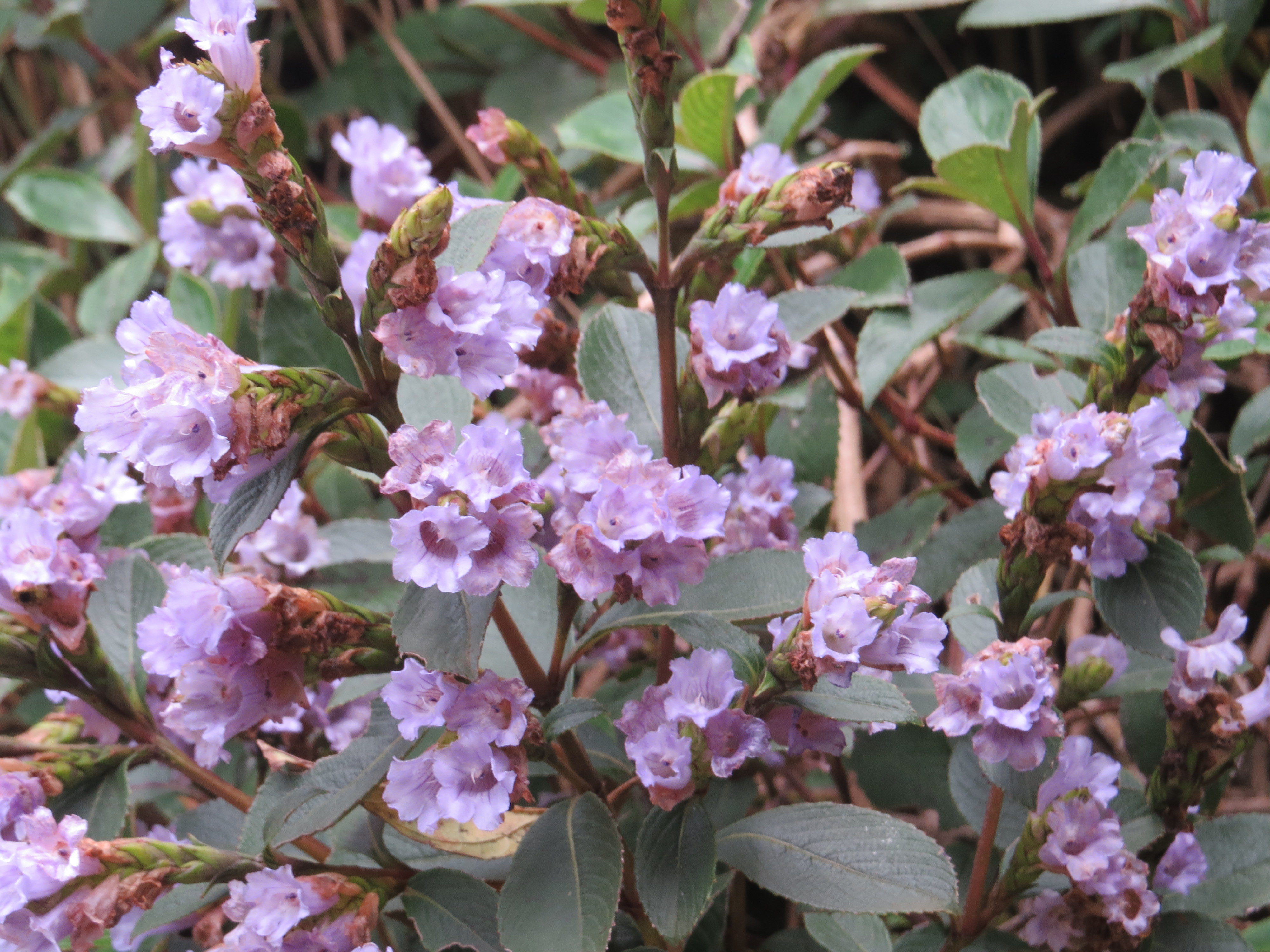
Strobilanthes kunthiana Strobilanthinae
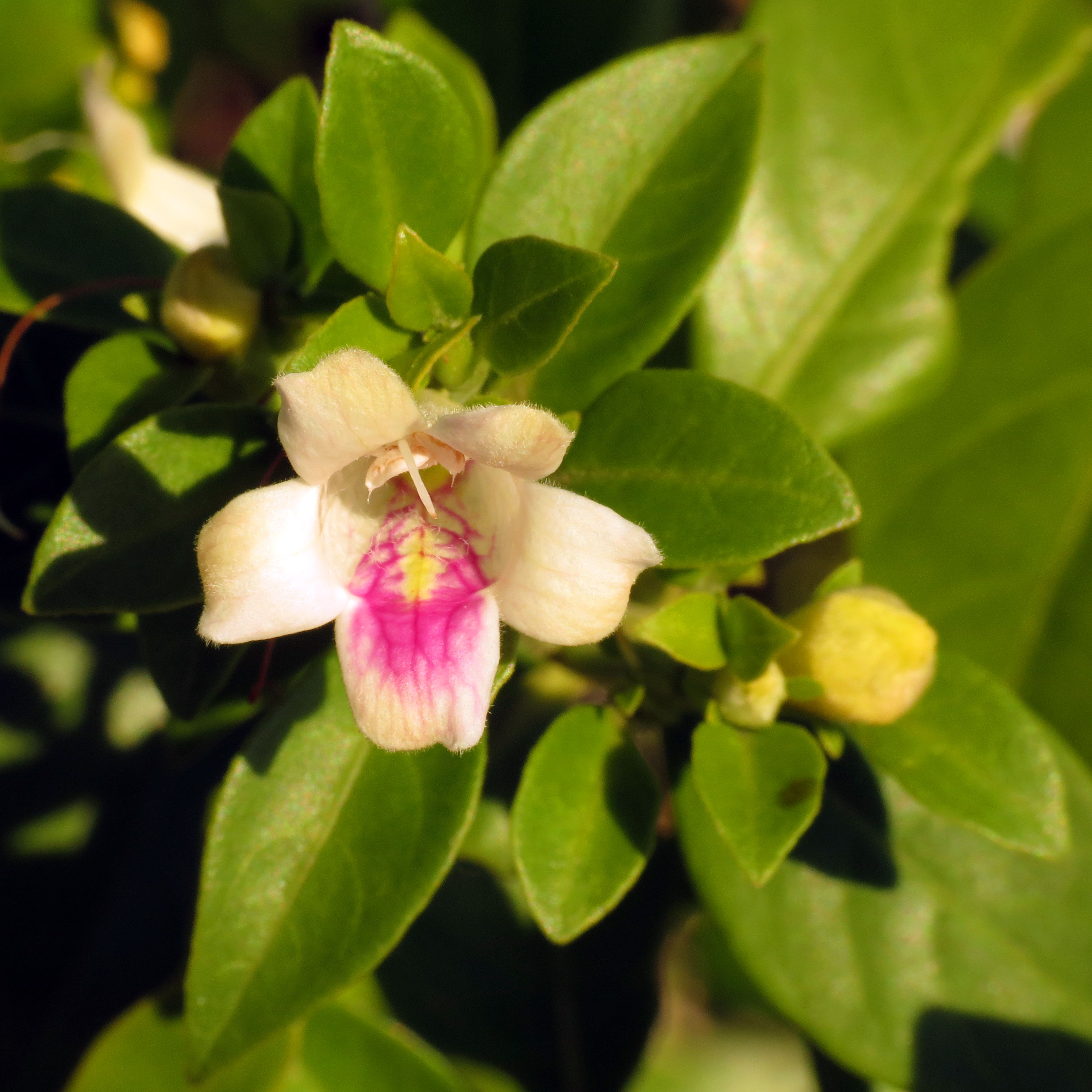
Bravaisia berlandieriana Trichantherinae
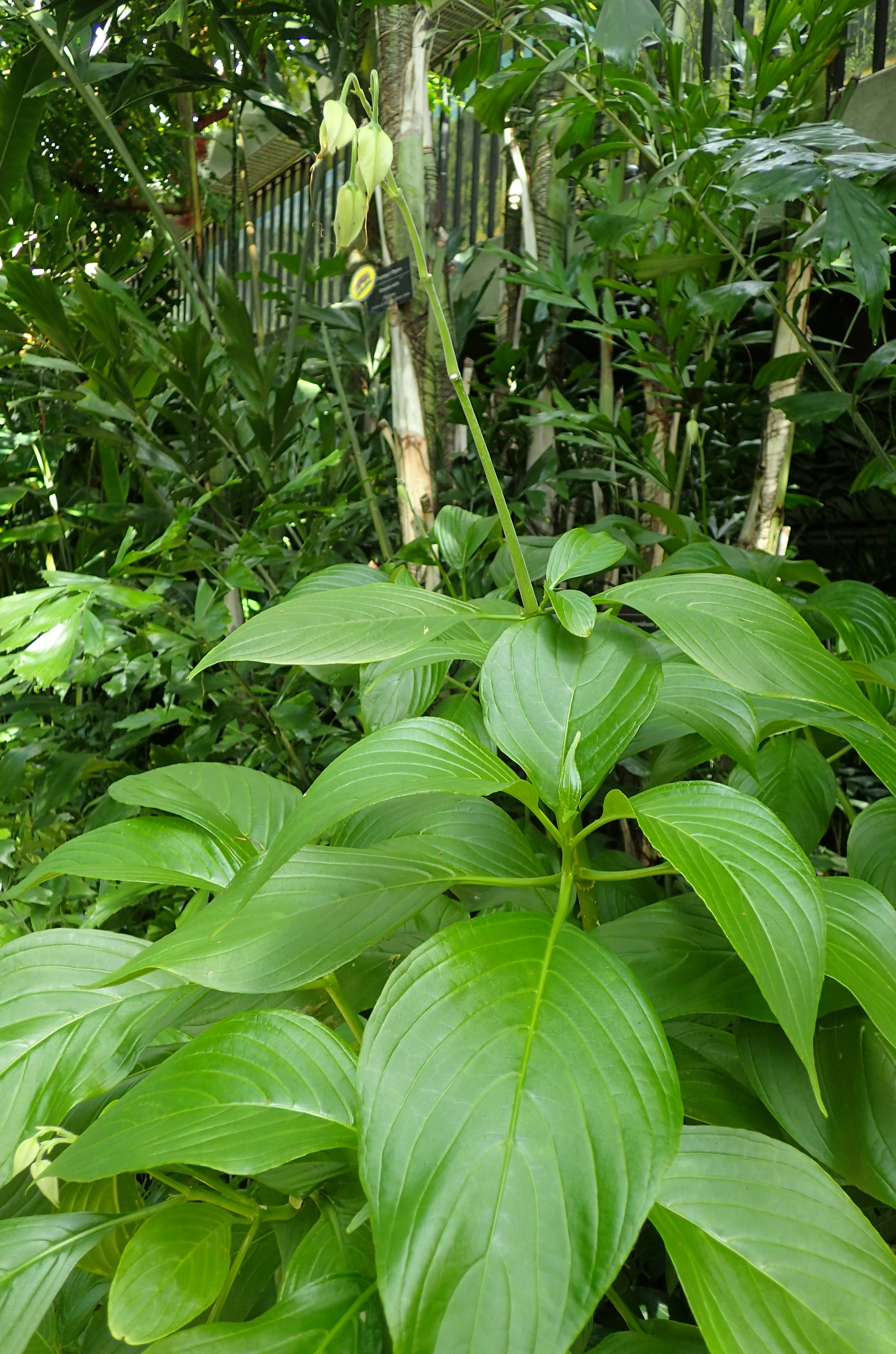
Louteridium panamensis Trichantherinae
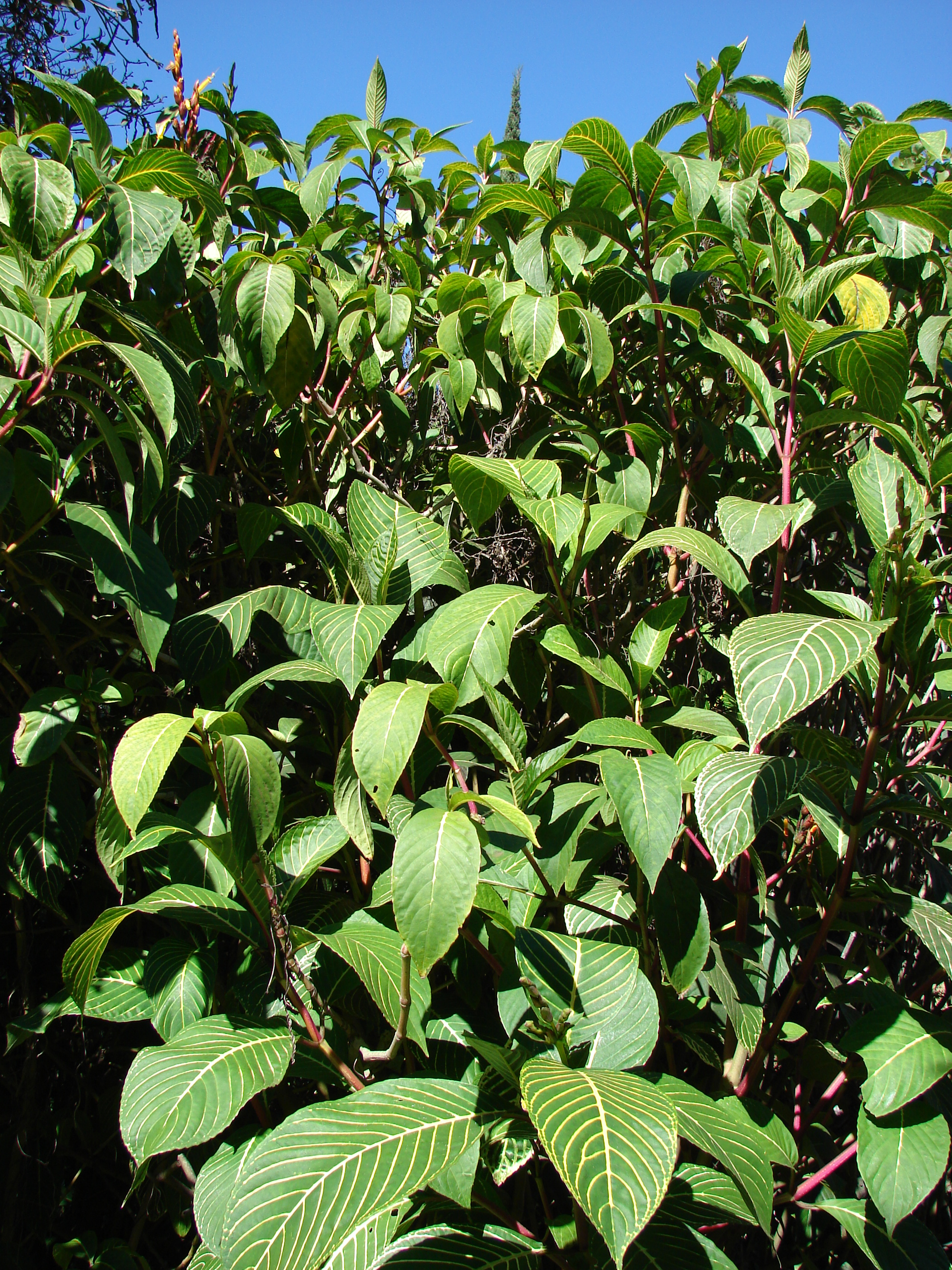
Sanchezia speciosa Trichantherinae